# Lista chorążych reprezentacji Samoa na igrzyskach olimpijskich
Lista chorążych reprezentacji Samoa na igrzyskach olimpijskich – lista zawodników i zawodniczek reprezentacji Samoa, którzy podczas ceremonii otwarcia nowożytnych igrzysk olimpijskich nieśli flagę Samoa.

## Chronologiczna lista chorążych
| Lp. | Rok i miejsce        | Chorąży      | Dyscyplina           |
| --- | -------------------- | ------------ | -------------------- |
| 1   | 1984, Los Angeles    | Apelu Ioane  | Boks                 |
| 2   | 1988, Seul           | Henry Smith  | Lekkoatletyka        |
| 3   | 1992, Barcelona      | b.d.         |                      |
| 4   | 1996, Atlanta        | Bob Gasio    | Boks                 |
| 5   | 2000, Sydney         | Pauga Lalau  | Boks                 |
| 6   | 2004, Ateny          | Uati Maposua | Podnoszenie ciężarów |
| 7   | 2008, Pekin          | Ele Opeloge  | Podnoszenie ciężarów |
| 8   | 2012, Londyn         | Ele Opeloge  | Podnoszenie ciężarów |
| 9   | 2016, Rio de Janeiro | Mary Opeloge | Podnoszenie ciężarów |
| 10  | 2020, Tokio          | Alex Rose    | Lekkoatletyka        |